# Ero leonina
Ero leonina là một loài nhện trong họ Mimetidae.
Loài này thuộc chi Ero. Ero leonina được miêu tả năm 1850 bởi Hentz.